# عزلة بارماد (البيضاء)

تعديل مصدري - تعديل

عزلة بارماد هي إحدى عزل مديرية ناطع في محافظة البيضاء اليمنية ويبلغ تعداد سكانها 636 نسمة حسب التعداد السكاني في اليمن لعام 2004.

## روابط خارجية
- الجهاز المركزي للإحصاء بالجمهورية اليمنية
- المركز الوطني للمعلومات باليمن
- World Gazetteer:Yemen
- الدليل الشامل